# Dactylicapnos grandifoliolata
Dactylicapnos grandifoliolata är en vallmoväxtart som beskrevs av Merrill. Dactylicapnos grandifoliolata ingår i släktet Dactylicapnos och familjen vallmoväxter. Inga underarter finns listade i Catalogue of Life.